# Agnát
Agnát (z latinského agnatus, doslova "ten, kdo se při-rodil") je právní a antropologický pojem pro mužského potomka v mužské (otcovské) linii. Muž je tedy v agnatickém vztahu či příbuzenství se svými mužskými předky v přímé linii, se svými syny, s jejich syny atd.

## Historie
Pojem vznikl ze staré představy, podle níž prvotní společenskou skutečností není jednotlivec, nýbrž rod a jeho dědičný majetek. V archaických, zejména zemědělských společnostech bylo agnatické příbuzenství nutnou podmínkou pro dědictví – jména, domu, majetku i povinností. V patrilineárních společnostech se majetek i povinnosti, a to zejména povinnost uctívat předky a postarat se o pokračování rodu, dědily pouze v mužské (otcovské) linii, ale do této linie vstupovaly děti buď narozením, anebo také adopcí. Agnatické příbuzenství tedy není vztah pokrevní, nýbrž kulturní.
Toto uspořádání vstoupilo i do staršího římského práva, které rozlišuje mezi agnatickým a kognatickým (obecným) příbuzenstvím. V tradiční starověké rodině se dědila především otcovská pravomoc (patria potestas), kterou mohli vykonávat pouze muži, na níž však závisel osud rodu a zejména jeho zemřelých předků. Pokud by se rodová linie přerušila, zůstanou zemřelí bez obětí a ztratí tak svůj posmrtný život. V pozdější císařské době se tento rozdíl pozvolna stíral a dědit mohli i kognáti a s jistými omezeními i ženy. Význam agnatického příbuzenství se obnovil ve feudálních společnostech, kde velmi záleželo na jednoznačném určení dědice.
Protože v moderní společnosti význam dědictví klesl, nemá toto rozlišení velký význam ani v současném právu. Zachoval se v podobě rozšířeného zvyku, že děti přejímají příjmení svého otce. Dědictví přechází na osoby určené v závěti a na příbuzné v pořadí stanoveném zákonem. 